# Lola LC91
O  LC91  é o modelo da Lola da temporada de 1991 da F1. Condutores: Éric Bernard, Aguri Suzuki e Bertrand Gachot.

## Resultados[1]
(legenda) 
| Ano  | Chassi | Motor                | Pneus | N° | Pilotos         | 1   | 2   | 3   | 4   | 5   | 6   | 7   | 8   | 9   | 10  | 11  | 12  | 13  | 14  | 15  | 16  | Pontos | Posição |  |
| ---- | ------ | -------------------- | ----- | -- | --------------- | --- | --- | --- | --- | --- | --- | --- | --- | --- | --- | --- | --- | --- | --- | --- | --- | ------ | ------- |  |
|      |        |                      |       |    |                 |     |     |     |     |     |     |     |     |     |     |     |     |     |     |     |     |        |         |  |
|      |        |                      |       |    |                 | USA | BRA | SMR | MON | CAN | MEX | FRA | GBR | GER | HUN | BEL | ITA | POR | ESP | JAP | AUS |        |         |  |
| 1991 | LC91   | Ford Cosworth DFR V8 | G     | 29 | Eric Bernard    | Ret | Ret | Ret | 9   | Ret | 6   | Ret | Ret | Ret | Ret | Ret | Ret | NQ  | Ret | NQ  |     | 2      | 11º     |  |
| 1991 | LC91   | Ford Cosworth DFR V8 | G     | 29 | Bertrand Gachot |     |     |     |     |     |     |     |     |     |     |     |     |     |     |     | NQ  | 2      | 11º     |  |
| 1991 | LC91   | Ford Cosworth DFR V8 | G     | 30 | Aguri Suzuki    | 6   | Ret | Ret | Ret | Ret | Ret | Ret | Ret | Ret | Ret | NQ  | NQ  | Ret | NQ  | Ret | NQ  | 2      | 11º     |  |